# Runmarö
Runmarö est une île de Suède située dans l'archipel de Stockholm.

## Présentation
Runmarö, dans la paroisse de Djurö et dans la commune de Värmdö, est, avec environ 1 500 hectares de superficie, l'une des plus grandes îles de l'archipel de Stockholm, située au sud de Kanholmsfjärden, entre Sandön à l'est et Stavsnäs à l'ouest, dans la partie la plus orientale de Värmdön. 
L'île à une superficie de 14 km2, elle mesure environ trois kilomètres de largeur pour cinq kilomètres de longueur et a une altitude maximale d'environ 35 mètres.
Runmarö est connue pour son substrat rocheux calcaire et sa riche flore, dont de nombreuses orchidées.

## Services
L'île compte, entre autres, un pub, un cinéma, des cafés, une boulangerie, un magasin, un chantier naval, des terrains de tennis et de football.

## Transports
Des lignes de bateaux régulières depuis Stavsnäs desservent les jetées de Runmarö à Styrsvik, Gatan et Långvik.
Runmarö fait partie du sentier de l'archipel de Stockholm, qui est un sentier de randonnée, long de 270 kilomètres, à travers l'archipel de Stockholm, entre Arholma au nord et Landsort au sud. Le sentier de randonnée est divisé en vingt étapes dont la longueur et le degré de difficulté varient. Le sentier de randonnée a été inauguré en novembre 2024.